# Wilhelm Schneider (Politiker, 1894)
Wilhelm Schneider (* 19. September 1894 in Schmiedefeld am Rennsteig; † nach 1933) war ein deutscher Politiker (NSDAP).

## Leben
Schneider besuchte zunächst die Volksschule, meldete sich später als Freiwilliger zum Kriegsdienst und nahm als Soldat beim Infanterie-Regiment Nr. 94 am Ersten Weltkrieg teil. Während des Krieges wurde er mit dem Eisernen Kreuz II. Klasse sowie mit der Verdienstmedaille mit Schwertern ausgezeichnet. Nach dem Kriegsende war er als Fabrikarbeiter in Melsungen tätig.
Schneider wurde 1925 Mitglied der NSDAP. Von 1932 bis zur Auflösung der Körperschaft im Herbst 1933 war er Abgeordneter des Preußischen Landtages.